# Машковський Сергій Олександрович
Сергій Олександрович Машковський (нар. 29 квітня 1980, м. Любомль, Волинська область) — український політик, голова Житомирської ОДА з 22 липня 2014 по 31 серпня 2016 року.

## Біографія
У 2004 році закінчив Київський національний лінгвістичний університет за спеціальністю «Англійська мова та література», з 2000 по 2006 проживав та працював у місті Лондон. Удосконалював свої мовні навички англійської мови і закінчив університетський курс з управління бізнесом. У 2006 році повернувся до України і з 2006 року проживає у місті Житомирі постійно. У цьому році одружився тут, є сім'я. Зараз працює директором ТОВ «Полісся Моторс Груп», також за сумісництвом ще є директором компанії «Форвард Класік» — це є дилерські центри, які займаються продажем та обслуговуванням автомобілів, також є структурним підрозділом великого холдингу, в якому автомобільна група займає декілька дилерських центрів. Туди входять Ford, Renault, Honda і Hyundai Motor Company. З 2010 року — депутат Житомирської міської ради, був обраний за списком від «Рідного міста». Є членом бюджетної комісії міської ради.
22 липня 2014 року Президент України Петро Порошенко призначив Сергія Машковського головою Житомирської обласної державної адміністрації. Державний службовець 3-го рангу.
16 серпня 2016 року голова Житомирської обласної державної адміністрації Сергій Машковський подав у відставку, написавши заяву за власним бажанням.